# Appius Claudius Pulcher (Konsul 185 v. Chr.)
Appius Claudius Pulcher war ein Politiker der römischen Republik. Er war Konsul im Jahr 185 v. Chr.
Appius Claudius Pulcher war einer der Söhne von Appius Claudius Pulcher, der 212 v. Chr. Konsul gewesen war. Claudius Pulcher (der Sohn) diente mehrfach in Griechenland. Zuerst kämpfte er in den Jahren 195–194 v. Chr. unter Titus Quinctius Flamininus gegen den spartanischen König Nabis. 191 v. Chr. führte er die römische Vorhut gegen König Antiochos III. nach Thessalien, wo es ihm mit einer Täuschung gelang, Larissa von der Belagerung durch Antiochos zu befreien. Später nahm er an der Belagerung von Herakleia teil. 187 oder 188 v. Chr. war er Prätor. Im Jahr 185 v. Chr. bekleidete er zusammen mit Marcus Sempronius Tuditanus das Konsulat und kämpfte als Konsul gegen die ligurischen Igauni. Er kehrte nach Rom zurück, um die (letztlich erfolgreiche) Bewerbung seines Bruders Publius um das Konsulat für das Jahr 184 v. Chr. zu unterstützen. In der Zeit von 184 bis 183 v. Chr. war er Gesandter in Makedonien und Griechenland; 174 v. Chr. war er Gesandter bei den Ätoliern.